# 洲本市立中川原中学校
洲本市立中川原中学校（すもとしりつ なかがわらちゅうがっこう）は、かつて兵庫県洲本市中川原町中川原にあった公立中学校。2011年（平成23年）3月をもって洲本市立洲浜中学校に統合された。校舎はその後「中川原高齢者・障がい者・地域ふれあいセンター」に改装され、2013年9月から洲本市内12小中学校の給食を配給する洲本給食センターが稼働している。

## 沿革
- 1947年（昭和22年）4月15日 - 中川原村立中川原中学校創立
- 1955年（昭和30年）3月31日 - 洲本市との合併に伴い、同市立中川原中学校に改称
- 2011年（平成23年）3月31日 - 閉校（校区は洲浜中学校へ統合）
- 2012年（平成24年）7月9日 - 中川原高齢者・障がい者・地域ふれあいセンター開所

## 年間行事
- 4月 - 入学式
- 6月 - （修学旅行）
- 3月 - 卒業式

## 部活動
- 陸上競技部
- 卓球部
- ソフトテニス部

## 校区
- 兵庫県洲本市の内、中川原小学校区域
  - 中川原町厚浜
  - 中川原町市原
  - 中川原町中川原
  - 中川原町二ッ石
  - 中川原町三木田
  - 中川原町安坂